# Handball-Bundesliga (mannen) 2011/12
De Toyota Handball-Bundesliga 2011/12 is de 47e seizoen van de hoogste Duitse handbalcompetitie voor mannenteams.

## Teams
| Ploeg                    | Plaats        | Deelstaat           | Hal                   |
| ------------------------ | ------------- | ------------------- | --------------------- |
| HBW Balingen-Weilstetten | Balingen      | Baden-Württemberg   | Sparkassen-Arena      |
| Bergischer HC            | Wuppertal     | Noordrijn-Westfalen | Uni-Halle             |
| Füchse Berlin            | Berlijn       | Berlijn             | Max-Schmeling-Halle   |
| Eintracht Hildesheim     | Hildesheim    | Nedersaksen         | Sparkassenarena       |
| SG Flensburg-Handewitt   | Flensburg     | Sleeswijk-Holstein  | Campushalle           |
| Frisch Auf Göppingen     | Göppingen     | Baden-Württemberg   | EWS Arena             |
| TV Großwallstadt         | Großwallstadt | Beieren             | Sparkassen-Arena      |
| VfL Gummersbach          | Gummersbach   | Noordrijn-Westfalen | Eugen-Haas-Halle      |
| TSV Hannover-Burgdorf    | Hannover      | Nedersaksen         | AWD Hall              |
| HSV Hamburg              | Hamburg       | Hamburg             | O2 World Hamburg      |
| TV 05/07 Hüttenberg      | Hüttenberg    | Hessen              | Sporthalle Hüttenberg |
| THW Kiel                 | Kiel          | Sleeswijk-Holstein  | Sparkassen-Arena      |
| TBV Lemgo                | Lemgo         | Noordrijn-Westfalen | Lipperlandhalle       |
| SC Magdeburg             | Maagdenburg   | Saksen-Anhalt       | Bördelandhalle        |
| MT Melsungen             | Melsungen     | Hessen              | Rothenbach-Halle      |
| TuS Nettelstedt-Lübbecke | Lübbecke      | Noordrijn-Westfalen | Kreissporthalle       |
| Rhein-Neckar Löwen       | Mannheim      | Baden-Württemberg   | SAP Arena             |
| HSG Wetzlar              | Wetzlar       | Nedersaksen         | RITTAL Arena          |

## Stand
| Pos | Club                     | Wed | W  | G | V  | Pnt | DV   | DT   | +/−  |
| --- | ------------------------ | --- | -- | - | -- | --- | ---- | ---- | ---- |
| 1   | THW Kiel                 | 34  | 34 | 0 | 0  | 68  | 1103 | 803  | +300 |
| 2   | SG Flensburg-Handewitt   | 34  | 28 | 1 | 5  | 57  | 1060 | 907  | +153 |
| 3   | Füchse Berlin            | 34  | 25 | 3 | 6  | 53  | 1016 | 877  | +139 |
| 4   | HSV Hamburg              | 34  | 25 | 1 | 8  | 51  | 1046 | 935  | +111 |
| 5   | Rhein-Neckar Löwen       | 34  | 23 | 2 | 9  | 48  | 1044 | 953  | +91  |
| 6   | SC Magdeburg             | 33  | 19 | 1 | 14 | 39  | 985  | 940  | +45  |
| 7   | TBV Lemgo                | 34  | 17 | 4 | 13 | 38  | 988  | 979  | +9   |
| 8   | Frisch Auf Göppingen     | 33  | 14 | 3 | 16 | 33  | 901  | 914  | −13  |
| 9   | TuS Nettelstedt-Lübbecke | 34  | 14 | 2 | 18 | 30  | 944  | 953  | −9   |
| 10  | MT Melsungen             | 34  | 12 | 6 | 16 | 30  | 947  | 993  | −46  |
| 11  | VfL Gummersbach          | 34  | 13 | 3 | 18 | 29  | 1008 | 1078 | −70  |
| 12  | TV Großwallstadt         | 34  | 12 | 3 | 19 | 27  | 865  | 928  | −63  |
| 13  | TSV Hannover-Burgdorf    | 34  | 10 | 4 | 20 | 24  | 980  | 1050 | −70  |
| 14  | HBW Balingen-Weilstetten | 34  | 11 | 2 | 21 | 24  | 851  | 932  | −81  |
| 15  | HSG Wetzlar              | 34  | 10 | 3 | 20 | 23  | 857  | 896  | −39  |
| 16  | Bergischer HC            | 34  | 8  | 1 | 25 | 17  | 921  | 1037 | −116 |
| 17  | TV 05/07 Hüttenberg      | 34  | 6  | 5 | 23 | 17  | 883  | 1008 | −125 |
| 18  | Eintracht Hildesheim     | 34  | 2  | 0 | 32 | 4   | 865  | 1081 | −216 |

| Kleur | Kwalificatie voor                                                    |
| ----- | -------------------------------------------------------------------- |
| 0     | Landskampioen van Duitsland, gekwalificeerd voor de Champions League |
| 0     | Gekwalificeerd voor de Champions League                              |
| 0     | Gekwalificeerd voor de EHF Cup                                       |
| 0     | Degradeert naar de 2. Handball-Bundesliga                            |